# جونزالو لاما
جونزالو لاما (بالإسبانية: Gonzalo Lama)‏ مواليد 27 أبريل 1993 في سانتياغو، هو لاعب كرة مضرب تشيلي بدأ مسيرته كمحترف سنة 2013 يلعب باليد اليمنى. أعلى مركز له في تصنيف رابطة محترفي كرة المضرب في الفردي كان المركز الـ 392 في سنة 2015. أعلى تصنيف له في الزوجي كان المركز الـ 379 في سنة 2015.

## روابط خارجية
- جونزالو لاما على موقع رابطة محترفي التنس (الإنجليزية)
- جونزالو لاما على موقع الاتحاد الدولي لكرة المضرب (الإنجليزية)
- جونزالو لاما على موقع كأس ديفيز (الإنجليزية)
- جونزالو لاما على موقع خلاصة التنس.كوم (الإنجليزية)
- جونزالو لاما على موقع إي إس بي إن.كوم (الإنجليزية)